# Sergeya harambee
Sergeya harambee (лат.) — вид молевидных бабочек рода Sergeya из семейства Моли выемчатокрылые (Gelechiidae). Африка. Видовое название происходит от слова «harambee», что на языке суахили означает «все вместе» и является официальным девизом Кении, где в 2000 году была найдена типовая серия нового вида.

## Распространение
Афротропика: Кения.

## Описание
Мелкие молевидные бабочки, размах крыльев 12—14,3 мм. Sergeya harambee легко узнать по крупным размерам (более 12 мм в размахе крыльев в отличие от менее 9 мм у других видов этого рода), широкому тёмно-коричневому суффузу по краям (узкий суффуз у других видов Sergeya) и тёмно-серому заднему крылу (светло-серое у других видов). Гениталии самцов S. harambee похожи на гениталии S. davidi, поскольку оба вида имеют узкую базальную часть кукуллуса и очень широкую округлую мембранозную базальную часть гландидуктора. Но у S. harambee базальная часть гландидуктора шире дистальной части кукуллуса; дистальный отросток гландидуктора слабее склеротизирован и с дополнительным узким выступом; саккус значительно более узкий (у S. davidi базальная часть гландидуктора такая же широкая, как дистальная часть кукуллуса; дистальный отросток гландидуктора сильно склеротизирован и с одним выступом). Гениталии самок S. harambee отличаются округлым остиальным склеритом, трубчатым антрумом, покрытым гребенчатой склеротизацией в задней части (у других видов рода гребенчатая склеротизация отсутствует; антрум U-образный и немодифицированный в задней части). И, наконец, у S. harambee чрезвычайно длинный ductus bursae, сигнум отсутствует. Передние крылья желтовато-коричневые до светло-коричневых в середине, с широкой тёмно-коричневой суффузией по краям в 1/4 вершины, чёрное торнальное пятно на 3/4 отчётливое или скрыто коричневой суффузией, костальный край и темя в желтовато-коричневых пятнах; бахрома серая; задние крылья и бахрома тёмно-серые.
Растения-хозяева и неполовозрелые стадии неизвестны. Взрослые особи были зарегистрированы в ноябре на высоте 2278 м.